# Clavulina wisoli
Clavulina wisoli é uma espécie de fungo pertencente à família Clavulinaceae.